# 集保e存摺
集保e存摺，是臺灣集中保管結算所的公用電子證券存摺，於2017年3月推出。

## 概要
簡化用戶持有一個以上證券帳戶紙本。

## 版本歷史

### 手機存摺
2017年3月19日發布，版本1.0。

### 集保e存摺
2018年11月12日發布，版本2.0。
該版本提供證券帳戶紙本PDF檔案匯出功能。提供銀行帳戶電子存摺整合檢視選擇性功能。

### 集保e手掌握
2021年4月發布，版本3.0。2021年8月18日更新版本3.1，2024年3月10日更新版本3.2。